# Ko gre tvoja pot od tod
Ko gre tvoja pot od tod je zimzelena slovenska popevka. Besedilo je napisal Frane Milčinski - Ježek, uglasbil pa jo je Mojmir Sepe. Najbolj je znana v izvedbi Marjane Deržaj.